# كودفيلا (بافيا)
كودفيلا (بالإيطالية: Codevilla)‏ هي بلدة تقع في مقاطعة بافيا بإقليم لومبارديا في شمال إيطاليا. تبلغ مساحة هذه المدينة 13 (كم²)، وترتفع عن سطح البحر م، بلغ عدد سكانها 955 نسمة في عام 2004 حسب إحصاء المعهد الوطني للإحصاء.

## السكان
في سنة 1871 بلغ عدد السكان 1٬843 نسمة، وتطور العدد ليصل في سنة 2011 لـ 1٬000 نسمة.
يظهر هذا المخطط البياني تطور النمو السكاني لـ كودفيلا (بافيا)

## أعلام
- بيترو فيراري